# The U-Mix Show
The U-Mix Show è un programma televisivo diretto da Non Stop Digital, Patricio Rabuffetti. Tramite interviste, giochi e quiz si occupa della telenovela argentina Violetta.

## Produzione
Il programma viene annunciato agli inizi del mese di maggio del 2012. Le trasmissioni iniziano il 19 dello stesso mese. I conduttori sono Daniel Martins per la zona sud e per il Pacifico e invece per la parte nord e i territori rimanenti Roger González. La trasmissione della prima stagione si conclude il 28 ottobre dello stesso anno, con uno speciale con tutto il cast della serie.
Poco dopo viene confermata una seconda stagione, che vede la partecipazione di Ignacio Riva Palacio nel sostituire González e viene messa in onda dal 3 maggio 2012 al 12 ottobre 2013.

## Episodi
| Stagione         | Episodi | Prima TV       |
| ---------------- | ------- | -------------- |
| Prima Stagione   | 18      | 19 maggio 2012 |
| Seconda Stagione | 19      | 3 maggio 2013  |

### Prima stagione
Durante la prima stagione sono stati ospiti i seguenti attori della serie argentina:
- Diego Ramos (Episodio 1)
- Clara Alonso (Episodio 2)
- Pablo Espinosa (Episodio 3)
- Jorge Blanco (Episodio 3)
- Mercedes Lambre (Episodio 4)
- Artur Logunov (Episodio 4)
- Ezequiel Rodríguez (Episodio 5)
- Pablo Sultani (Episodio 5)
- Mercedes Lambre (Episodio 5)
- Candelaria Molfese (Episodio 6)
- Facundo Gambandè (Episodio 6)
- Joaquín Berthold (Episodio 6)
- Martina Stoessel (Episodio 6)
- Florencia Benítez (Episodio 7)
- Joaquín Berthold (Episodio 7)
- Nicolás Garnier (Episodio 7)
- Martina Stoessel (Episodio 8)
- Candelaria Molfese (Episodio 8)
- Artur Logunov (Episodio 8)
- Cast di Violetta (Episodio 9)
- Rodrigo Pedreira (Episodio 10)
- Nicolás Garnier (Episodio 11)
- Samuel Nascimento (Episodio 11)
- Mercedes Lambre (Episodio 12)
- Pablo Espinosa (Episodio 12)
- Florencia Benítez (Episodio 12)
- Mirta Wons (Episodio 12)
- Clara Alonso (Episodio 13)
- Florencia Benítez (Episodio 13)
- Alfredo Allende (Episodio 13)
- Mirta Wons (Episodio 13)
- Facundo Gambandè (Episodio 14)
- Alba Rico Navarro (Episodio 14)
- Lodovica Comello (Episodio 14)
- Martina Stoessel (Episodio 15)
- Diego Ramos (Episodio 15)
- Pablo Espinosa (Episodio 15)
- Jorge Blanco (Episodio 15)
- Candelaria Molfese (Episodio 16)
- Lodovica Comello (Episodio 16)
- Alba Rico Navarro (Episodio 16)
- Rodrigo Pedreira (Episodio 16)
- Jorge Blanco (Episodio 17)
- Martina Stoessel (Episodio 17)
- Clara Alonso (Episodio 17)
- Cast di Violetta (Episodio 18)

### Seconda stagione
Durante la seconda stagione sono stati ospiti i seguenti attori della serie argentina:
- Martina Stoessel (Episodio 1)
- Mercedes Lambre (Episodio 1)
- Jorge Blanco (Episodio 2)
- Samuel Nascimento (Episodio 2)
- Nicolás Garnier (Episodio 2)
- Mercedes Lambre (Episodio 2)
- Bridgit Mendler (Episodio 3)
- Rock Bones (Episodio 3)
- Martina Stoessel (Episodio 3)
- Mercedes Lambre (Episodio 4)
- Rock Bones (Episodio 4)
- Florencia Benítez (Episodio 5)
- Joaquín Berthold (Episodio 5)
- Samuel Nascimento (Episodio 5)
- Valeria Baroni (Episodio 6)
- Rodrigo Pedreira (Episodio 6)
- College 11 (Episodio 7)
- Pablo Sultani (Episodio 7)
- Rodrigo Pedreira (Episodio 7)
- Ezequiel Rodríguez (Episodio 7)
- Roco (Episodio 8)
- Joaquín Berthold (Episodio 8)
- Ezequiel Rodríguez (Episodio 8)
- Diego Álcala (Episodio 8)
- Cast di Violetta (Episodio 9)
- Lodovica Comello (Episodio 10)
- Xabiani Ponce De León (Episodio 10)
- Hanson (Episodio 10)
- Alba Rico (Episodio 11)
- Rodrigo Pedreira (Episodio 11)
- Lodovica Comello (Episodio 11)
- Diego Domínguez (Episodio 11)
- Alfredo Allende (Episodio 12)
- Diego Domínguez (Episodio 12)
- Maxi Trusso (Episodio 13)
- Clara Alonso (Episodio 13)
- Florencia Benítez (Episodio 13)
- Carla Pandolfi (Episodio 13)
- Candelaria Molfese (Episodio 14)
- Alba Rico (Episodio 14)
- Rock Bones (Episodio 14)
- Ruggero Pasquarelli (Episodio 15)
- Facundo Gambandè (Episodio 15)
- Samuel Nascimento (Episodio 15)
- Franco Masini (Episodio 15)
- Miranda! (Episodio 16)
- Jorge Blanco (Episodio 17)
- Valeria Baroni (Episodio 17)
- Mercedes Lambre (Episodio 18)
- Clara Alonso (Episodio 18)
- Pablo Sultani (Episodio 18)
- Guido Pennelli (Episodio 18)
- Diego Alcalá (Episodio 18)
- Lucía Pecrul (Episodio 18)
- Lucas Verstraeten (Episodio 18)
- College 11 (Episodio 19)
- Rock Bones (Episodio 19)
- Cast di Violetta (Episodio 19)
- Lali Espósito (Episodio 19)

## Premi e riconoscimenti
- 2013 - Kids' Choice Awards México[3][4]
  - Nomination - Programma o serie preferita.

## Distribuzioni internazionali
Sud e Pacifico
| Paese     | Canale/i       | Data uscita    | Fonte |
| --------- | -------------- | -------------- | ----- |
| Argentina | Disney Channel | 19 maggio 2012 |       |
| Bolivia   | Disney Channel | 19 maggio 2012 |       |
| Ecuador   | Disney Channel | 19 maggio 2012 |       |
| Paraguay  | Disney Channel | 19 maggio 2012 |       |
| Perù      | Disney Channel | 19 maggio 2012 |       |
| Uruguay   | Disney Channel | 19 maggio 2012 |       |
| Cile      | Disney Channel | 19 maggio 2012 |       |

Nord e altre zone
| Paese     | Canale/i       | Data uscita    | Fonte |
| --------- | -------------- | -------------- | ----- |
| Colombia  | Disney Channel | 19 maggio 2012 |       |
| Messico   | Disney Channel | 19 maggio 2012 |       |
| Honduras  | Disney Channel | 19 maggio 2012 |       |
| Panama    | Disney Channel | 19 maggio 2012 |       |
| Guatemala | Disney Channel | 19 maggio 2012 |       |
| Nicaragua | Disney Channel | 19 maggio 2012 |       |
| Venezuela | Disney Channel | 19 maggio 2012 |       |